# 거문초등학교 (전남)
거문초등학교는 대한민국 전라남도 여수시에 있는 공립 초등학교이다.

## 학교 연혁
- 1945년 11월 10일: 개교
- 2008년 3월 1일: 신기분교장 통합
- 2015년 3월 1일: 초도초등학교 손죽분교 편입
- 2019년 2월 28일: 덕촌분교장, 서도분교장 통합
- 2020년 8월 31일: 동도분교장 통합
- 2022년 2월 28일: 손죽분교장 통합

## 참고 자료
- 거문초등학교 - 한국교육학술정보원 학교알리미